# Adiantopsis pedata
Adiantopsis pedata är en kantbräkenväxtart som först beskrevs av William Jackson Hooker, och fick sitt nu gällande namn av Moore. Adiantopsis pedata ingår i släktet Adiantopsis och familjen Pteridaceae. Inga underarter finns listade.